# Grande Prêmio dos Países Baixos de 2024
O Grande Prêmio dos Países Baixos de 2024 (formalmente denominado Formula 1 Heineken Dutch Grand Prix 2024) foi a décima quinta etapa do Campeonato Mundial de Fórmula 1 de 2024. Disputado em 25 de agosto de 2024 no Circuito de Zandvoort, na cidade homônima, nos Países Baixos, foi vencido por Lando Norris da McLaren, com Max Verstappen da Red Bull Racing em segundo lugar e Charles Leclerc da Ferrari em terceiro.

## Antecedentes
O evento foi realizado no Circuito de Zandvoort em Zandvoort pela 36ª vez na história do circuito, no fim de semana de 23 a 25 de agosto. O Grande Prêmio foi a décima quinta etapa do Campeonato Mundial de Fórmula 1 de 2024 e a 36ª edição do Grande Prêmio dos Países Baixos como uma rodada do Campeonato Mundial de Fórmula 1.

## Resumo

### Treino classificatório

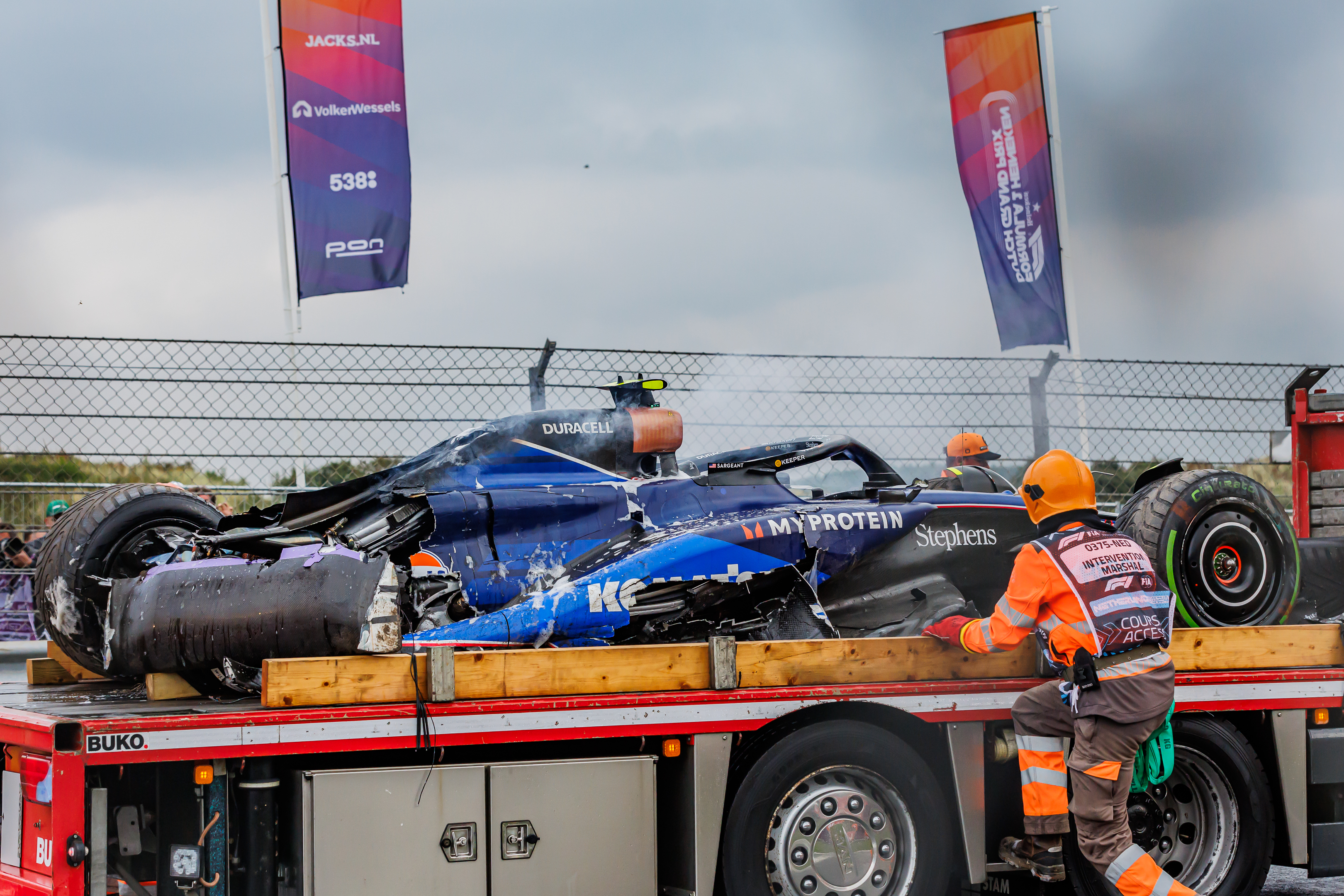
O dano causado ao FW46 de Logan Sargeant

Três sessões de treinos livres foram realizadas para o evento. A primeira sessão de treinos livres foi realizada em 23 de agosto de 2024, às 12h30, horário local (UTC+2), e foi liderada por Lando Norris, da McLaren, à frente de Max Verstappen, da Red Bull Racing, e Lewis Hamilton, da Mercedes. A sessão foi realizada em condições de chuva, facilitando o uso de pneus de chuva, e em pista molhada, que gradualmente ficou seca. Já a segunda sessão de treinos livres foi realizada no mesmo dia, às 16:00, horário local, e foi liderada por George Russell, da Mercedes, à frente de Oscar Piastri, da McLaren, e do companheiro de equipe de Russell, Hamilton.
A terceira sessão de treinos foi realizada em 24 de agosto de 2024, às 11h30, horário local, e foi liderada por Pierre Gasly, da Alpine, à frente de Kevin Magnussen, da Haas, e Valtteri Bottas, da Sauber. Muito parecida com a primeira sessão, foi realizada em condições de chuva. A sessão foi interrompida, com a exibição da bandeira vermelha depois que Logan Sargeant, da Williams, perdeu o controle de seu carro e se envolveu em um forte acidente, causando danos substanciais ao seu carro. Ele tocou a grama após a saída da curva três, fazendo-o girar que o fez bater no muro em alta velocidade, primeiro com a asa traseira, fazendo com que o carro explodisse em chamas. Em decorrência disso, Sargeant não conseguiu marcar um tempo durante a sessão de qualificação subsequente, pois seu carro não pôde ser consertado. A sessão foi reiniciada, permitindo que os pilotos dessem uma volta rápida. Lando Norris conquistou a pole position, seguido por Max Verstappen, segundo no grid de largada.

### Corrida

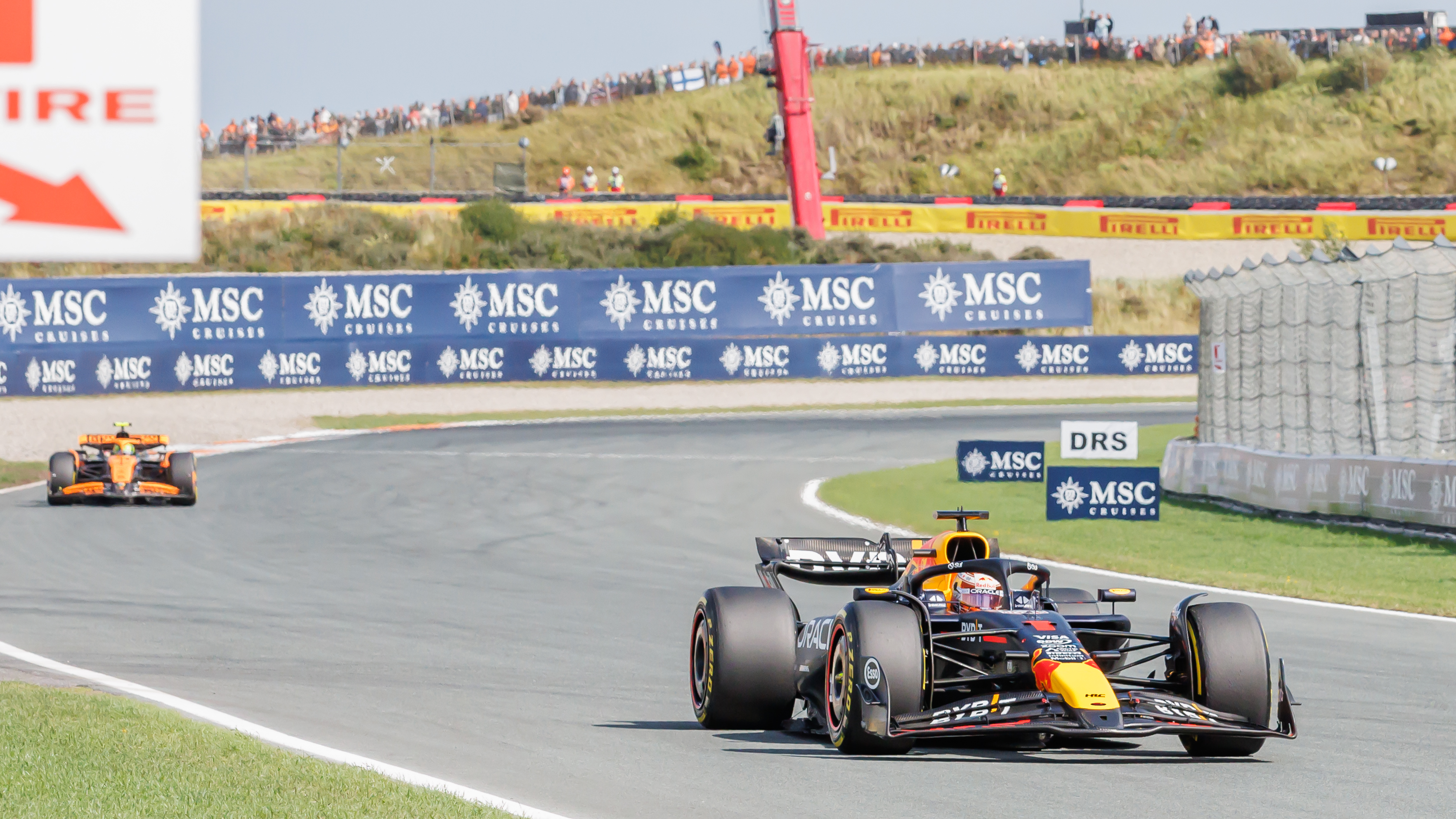
Verstappen ultrapassou Norris na curva 1, na primeira volta, mantendo a liderança por mais 16 voltas até Norris reassumir a ponta.

Lando Norris (McLaren) largou da posição de honra, sua quarta pole position de sua carreira, mas foi ultrapassado por Max Verstappen (Red Bull) na curva 1, na primeira volta. Norris retomou a liderança na volta 18 e a manteve durante a maior parte da corrida, garantindo sua segunda vitória de sua carreira e a volta mais rápida, encerrando a sequência de pole positions e vitórias de Verstappen em Zandvoort desde sua estreia em 2021. Verstappen foi o segundo, a 22.896 segundos, e Charles Leclerc (Ferrari), terminou em terceiro, a 25.439 segundos, após um undercut bem-sucedido durante os pit stops.

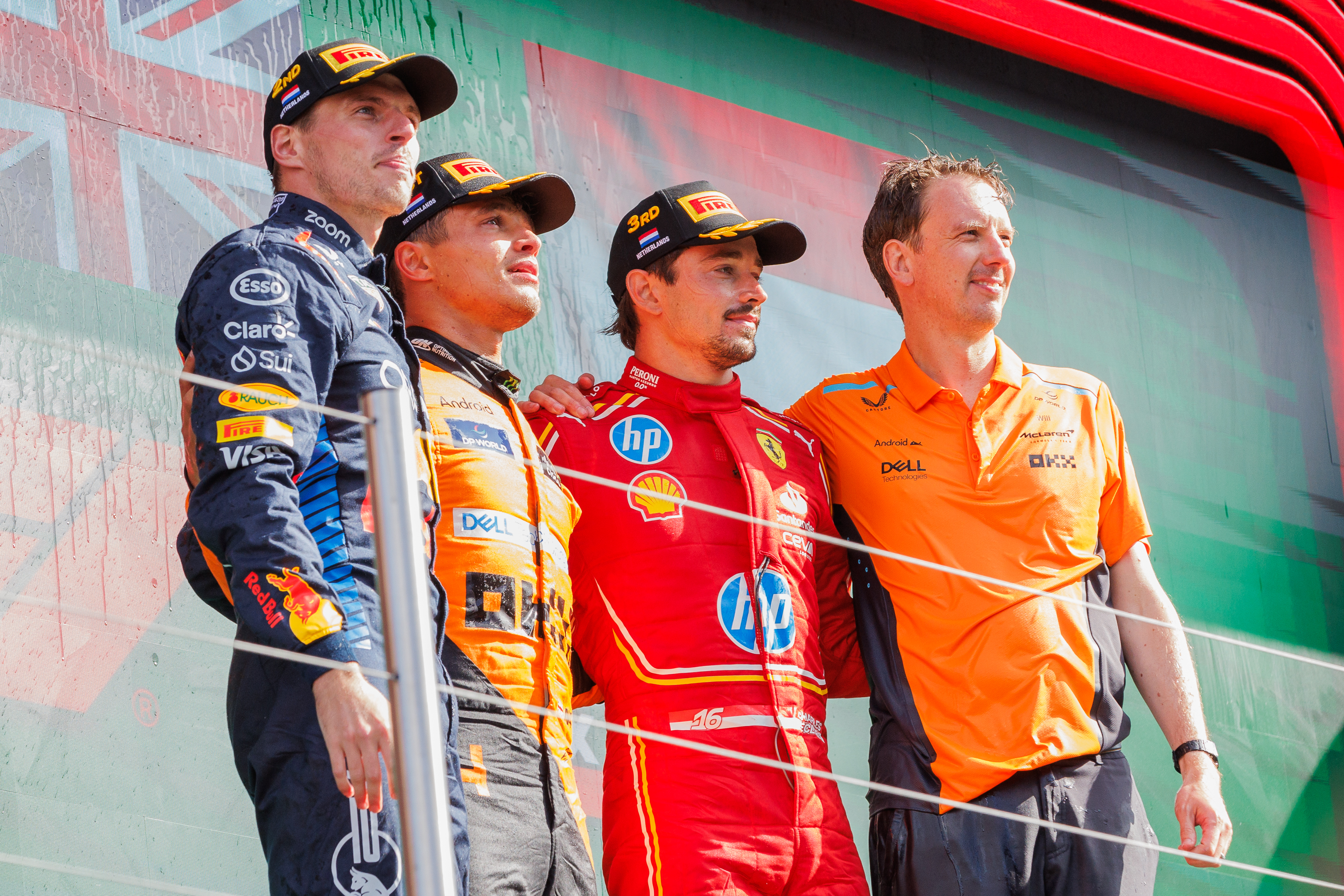
A cerimónia do pódio após a corrida

O evento marcou o 200º Grande Prêmio de Verstappen e viu o forte desempenho da McLaren, auxiliado por novos upgrades, diminuir a diferença no Campeonato de Construtores para a Red Bull, que liderou com 408 pontos contra 366 da McLaren. Verstappen manteve sua liderança no Campeonato de Pilotos com 295 pontos, 70 à frente de Norris.
O Grande Prêmio dos Países Baixos em 2024 foi o último início de corrida de Logan Sargeant, que foi liberado de sua vaga na Williams dois dias após a corrida, com Franco Colapinto ocupando seu lugar no GP da Itália seguinte até o final da temporada.

## Pneus disponíveis
| Pneus de pista seca | Pneus de pista seca | Pneus de pista seca | Pneus de chuva | Pneus de chuva |
| ------------------- | ------------------- | ------------------- | -------------- | -------------- |
| Duro (Tipo C1)      | Médio (Tipo C2)     | Macio (Tipo C3)     | Intermediário  | Chuva          |

## Resultados

### Treino classificatório
| Pos.                | N° | Piloto           | Construtor                 | Qualifying times | Qualifying times | Qualifying times | Final grid |
| Pos.                | N° | Piloto           | Construtor                 | Q1               | Q2               | Q3               | Final grid |
| ------------------- | -- | ---------------- | -------------------------- | ---------------- | ---------------- | ---------------- | ---------- |
| 1                   | 4  | Lando Norris     | McLaren-Mercedes           | 1:11.377         | 1:10.496         | 1:09.673         | 1          |
| 2                   | 1  | Max Verstappen   | Red Bull Racing-Honda RBPT | 1:11.393         | 1:10.811         | 1:10.029         | 2          |
| 3                   | 81 | Oscar Piastri    | McLaren-Mercedes           | 1:11.541         | 1:10.505         | 1:10.172         | 3          |
| 4                   | 63 | George Russell   | Mercedes                   | 1:11.049         | 1:10.552         | 1:10.244         | 4          |
| 5                   | 11 | Sergio Pérez     | Red Bull Racing-Honda RBPT | 1:11.006         | 1:10.678         | 1:10.416         | 5          |
| 6                   | 16 | Charles Leclerc  | Ferrari                    | 1:11.370         | 1:10.689         | 1:10.582         | 6          |
| 7                   | 14 | Fernando Alonso  | Aston Martin-Mercedes      | 1:11.493         | 1:10.845         | 1:10.633         | 7          |
| 8                   | 18 | Lance Stroll     | Aston Martin-Mercedes      | 1:11.518         | 1:10.661         | 1:10.857         | 8          |
| 9                   | 10 | Pierre Gasly     | Alpine-Renault             | 1:11.718         | 1:10.815         | 1:10.977         | 9          |
| 10                  | 55 | Carlos Sainz Jr. | Ferrari                    | 1:11.327         | 1:10.914         | N/A              | 10         |
| 11                  | 44 | Lewis Hamilton   | Mercedes                   | 1:11.375         | 1:10.948         | N/A              | 14         |
| 12                  | 22 | Yuki Tsunoda     | RB-Honda RBPT              | 1:11.603         | 1:10.955         | N/A              | 11         |
| 13                  | 27 | Nico Hülkenberg  | Haas-Ferrari               | 1:11.832         | 1:11.215         | N/A              | 12         |
| 14                  | 20 | Kevin Magnussen  | Haas-Ferrari               | 1:11.630         | 1:11.295         | N/A              | PL         |
| 15                  | 3  | Daniel Ricciardo | RB-Honda RBPT              | 1:11.943         | N/A              | N/A              | 13         |
| 16                  | 31 | Esteban Ocon     | Alpine-Renault             | 1:11.995         | N/A              | N/A              | 15         |
| 17                  | 77 | Valtteri Bottas  | Kick Sauber-Ferrari        | 1:12.168         | N/A              | N/A              | 16         |
| 18                  | 24 | Zhou Guanyu      | Kick Sauber-Ferrari        | 1:13.261         | N/A              | N/A              | 17         |
| DSQ                 | 23 | Alexander Albon  | Williams-Mercedes          | 1:11.503         | 1:10.768         | 1:10.653         | 19         |
| 107% time: 1:15.976 |    |                  |                            |                  |                  |                  |            |
| —                   | 2  | Logan Sargeant   | Williams-Mercedes          | N/A              | N/A              | N/A              | 18         |
| Fontes:             |    |                  |                            |                  |                  |                  |            |

### Corrida
| Pos.                                                                     | N° | Piloto           | Construtor                 | Laps | Tempo/Retirada | Grid | Pontos |
| ------------------------------------------------------------------------ | -- | ---------------- | -------------------------- | ---- | -------------- | ---- | ------ |
| 1                                                                        | 4  | Lando Norris     | McLaren-Mercedes           | 72   | 1:30:45.519    | 1    | 26     |
| 2                                                                        | 1  | Max Verstappen   | Red Bull Racing-Honda RBPT | 72   | +22.896        | 2    | 18     |
| 3                                                                        | 16 | Charles Leclerc  | Ferrari                    | 72   | +25.439        | 6    | 15     |
| 4                                                                        | 81 | Oscar Piastri    | McLaren-Mercedes           | 72   | +27.337        | 3    | 12     |
| 5                                                                        | 55 | Carlos Sainz Jr. | Ferrari                    | 72   | +32.137        | 10   | 10     |
| 6                                                                        | 11 | Sergio Pérez     | Red Bull Racing-Honda RBPT | 72   | +39.542        | 5    | 8      |
| 7                                                                        | 63 | George Russell   | Mercedes                   | 72   | +44.617        | 4    | 6      |
| 8                                                                        | 44 | Lewis Hamilton   | Mercedes                   | 72   | +49.599        | 14   | 4      |
| 9                                                                        | 10 | Pierre Gasly     | Alpine-Renault             | 71   | +1 lap         | 9    | 2      |
| 10                                                                       | 14 | Fernando Alonso  | Aston Martin-Mercedes      | 71   | +1 lap         | 7    | 1      |
| 11                                                                       | 27 | Nico Hülkenberg  | Haas-Ferrari               | 71   | +1 lap         | 12   |        |
| 12                                                                       | 3  | Daniel Ricciardo | RB-Honda RBPT              | 71   | +1 lap         | 13   |        |
| 13                                                                       | 18 | Lance Stroll     | Aston Martin-Mercedes      | 71   | +1 lap         | 8    |        |
| 14                                                                       | 23 | Alexander Albon  | Williams-Mercedes          | 71   | +1 lap         | 19   |        |
| 15                                                                       | 31 | Esteban Ocon     | Alpine-Renault             | 71   | +1 lap         | 15   |        |
| 16                                                                       | 2  | Logan Sargeant   | Williams-Mercedes          | 71   | +1 lap         | 18   |        |
| 17                                                                       | 22 | Yuki Tsunoda     | RB-Honda RBPT              | 71   | +1 lap         | 11   |        |
| 18                                                                       | 20 | Kevin Magnussen  | Haas-Ferrari               | 71   | +1 lap         | PL   |        |
| 19                                                                       | 77 | Valtteri Bottas  | Kick Sauber-Ferrari        | 70   | +2 laps        | 16   |        |
| 20                                                                       | 24 | Zhou Guanyu      | Kick Sauber-Ferrari        | 70   | +2 laps        | 17   |        |
| Volta Mais Rápida: Lando Norris (McLaren-Mercedes) – 1:13.817 (volta 72) |    |                  |                            |      |                |      |        |
| Fontes:                                                                  |    |                  |                            |      |                |      |        |

## Tabela do campeonato após a corrida
|        | Pos. | Piloto           | Pontos |
| ------ | ---- | ---------------- | ------ |
|        | 1    | Max Verstappen   | 295    |
|        | 2    | Lando Norris     | 225    |
|        | 3    | Charles Leclerc  | 192    |
|        | 4    | Oscar Piastri    | 179    |
|        | 5    | Carlos Sainz Jr. | 172    |
| Fonte: |      |                  |        |

|        | Pos. | Construtor                 | Pontos |
| ------ | ---- | -------------------------- | ------ |
|        | 1    | Red Bull Racing-Honda RBPT | 434    |
|        | 2    | McLaren-Mercedes           | 404    |
|        | 3    | Ferrari                    | 370    |
|        | 4    | Mercedes                   | 276    |
|        | 5    | Aston Martin-Mercedes      | 74     |
| Fonte: |      |                            |        |

- Nota: Apenas as cinco primeiras posições estão incluídas em ambas as classificações.